# Joannes Gijsen
Joannes Baptist Matthijs Gijsen   , né le 7 octobre 1932 à Oeffelt, dans le Brabant-Septentrional aux Pays-Bas et décédé le 24 juin 2013 à Sittard dans la province de Limbourg (Pays-Bas), est un prélat catholique néerlandais.

## Biographie
Joannes Gijsen passe sa jeunesse à Sittard. Son père employé des chemins de fer est originaire du Limbourg. Joannes Gijsen est ordonné prêtre en 1957. La crise modernisme frappe durement l'Église néerlandaise depuis le milieu des années 1960, ce que va révéler l'affaire du catéchisme hollandais et ses conséquences. En effet tout un épiscopat dans son entier adopte des positions jugées pour le moins ambiguës par Rome et remettant en cause certaines vérités catholiques. En 1972, Joannes Gijsen est nommé par Paul VI évêque de Ruremonde malgré la grande réticence des évêques néerlandais. Le pape décide de le consacrer lui-même à Rome le 13 février suivant pour couper court à toute ambiguïté.
Une de ses premières décisions est d'ouvrir un séminaire en 1974 dans son diocèse à Rolduc. En effet, les évêques néerlandais avaient supprimé en 1967 tous les séminaires qu'ils avaient remplacés par cinq « instituts d'enseignement scientifique de la théologie » (dits KIWTO) en externat à Utrecht, Amsterdam, Nimègue, Tilbourg et Heerlen, et ne comprenant pas de formation spirituelle,, la formation étant uniquement intellectuelle. En trente ans, ce séminaire va former 182 prêtres dont certains deviendront évêques. En 1976, en plus des divisions au sein de l'Église, il doit faire face à la formation d'une opposition conservatrice qui se rallie à Marcel Lefebvre autour de certains lieux de culte dans son diocèse. Le samedi saint 14 avril 1979, des milliers de militants LGBT défilent sous ses fenêtres afin de protester contre la morale traditionnelle défendue par l'évêque. Ce jour, dit « samedi rose », est désormais fêté dans tout le pays à la veille de Pâques afin entre autres de forcer l'Église à se rallier à la nouvelle morale.
Le 23 janvier 1993, Joannes Gijsen démissionne (officiellement) pour « des raisons de santé », en fait à cause de l'opposition de son clergé et des chrétiens militants, ainsi que des médias néerlandais. Même si Joannes Gijsen réussit à enrayer la chute du catholicisme dans son diocèse, la pratique continue de s'effriter, mais surtout il n'a pu résister à l'hostilité des structures ecclésiales locales et des laïcs engagés. Son médecin lui ayant conseillé du repos à cause de la menace d'une dépression, il se retire au monastère de Walpersdorf en Autriche.
Il est nommé par Jean-Paul II le 3 avril 1993 évêque titulaire (in partibus) de Trajectum ad Mosam (de) (nom latin de Maastricht) et s'occupe d'un monastère . Le 12 octobre 1995, il est nommé administrateur apostolique du diocèse de Reykjavik en Islande, siège vacant depuis la mort d'Alfred Jolson et le 25 mai 1996 il en devient l'évêque. Le diocèse compte neuf mille baptisés (le plus souvent étrangers), soit 3% de la population. Joannes Gijsen  prend sa retraite le 30 octobre 2007. Il passe ses dernières années à Sittard chez l'une de ses sœurs, tout en étant aumônier du couvent des carmélites de Kollenberg, dans la commune de Sittard. Il meurt d'une tumeur cancéreuse à l'âge de 80 ans. Ses obsèques ont lieu le 29 juin 2013 en la cathédrale de Ruremonde. Il est enterré au cimetière des carmélites de Kollenberg. Même après sa mort, certains évêques néerlandais salissent sa mémoire en répandant des calomnies à son sujet.

## Publications
- (de) Nikolaus Heyendal, 1658–1733, Abt von Rolduc, und seine Stellung zum Jansenismus (1964; diss.)
- (nl) Joannes Augustinus Paredis, 1795–1886, bisschop van Roermond en het Limburg van zijn tijd (1968)
- (de) Skizze der Geschichte des Katholizismus in Holland, in: Exempel Holland (1972)
- (nl) Bereidt de weg des Heren (1978)
- (nl) Zekerheid en vrede, katholiek geloofsboek (1978)
- (nl) In Gods naam: spiritualiteit en levenservaring van de priester (1983)
- (nl) Jezus volgen
- (nl) Omgaan met het leven (1985)
- (nl) Katholiek onderwijs, illusie of toekomstperspectief (1989)